# Tour de la Madone (Villeneuve-Loubet)
La tour de la Madone est le donjon de l'ancien château fort de La Garde construit au XIIIe siècle, situé sur la commune française Villeneuve-Loubet dans le département des Alpes-Maritimes et la région Provence-Alpes-Côte d'Azur. 
La tour de la Madone a été inscrite au titre des monuments historiques le 14 décembre 1989.

## Situation
La tour se situe au sommet d'une colline de Villeneuve-Loubet, au Jas de Madame, à 2 km du village, sur la route conduisant à Grasse.

## Historique
Le lieu de La Garde est nommé pour la première fois en 1113. Les Romains s'y étaient probablement établis. Un castrum y a été construit. Deux églises y existaient, une très ancienne dédiée à la Trinité, devenue la chapelle du castrum qui fut attribuée à l'évêque d'Antibes en 1139, l'autre, dédiée à saint Martin, attribuée en 1146 à l'abbaye de Lérins.
Le château de La Garde a été construit dans la première moitié du XIIIe siècle. Le château est entouré d'un village avec une église. 
Le château apparaît dans l'histoire en 1341 quand le prieur de Roquefort et de La Garde, Féraud de Cabris, commet des actes de brigandage. Il assiège Draguignan et l'incendie. Le roi Robert d'Anjou ordonne à la communauté de Grasse d'attaquer le château mais elle échoue. Le roi demande alors à la communauté de Saint-Paul d'intervenir. Le château est décrit comme tenu par un moine devenu un pilleur.
Les États de Provence, réunis à Sisteron, en 1367, dans une période de trouble, demandent aux habitants d'abandonner leurs campagnes pour se retirer dans les châteaux. Les habitants de Biot se retirent au château de La Garde.x
De nouveaux brigands s'étant rassemblés autour du château, la reine Marie ordonne en septembre 1391, « sous peine de mille marcs d'argent, de faire démolir et aplanir jusqu'à ses fondements le lieu ou tour surnommé de Garde avec ses murs ». L'ordre est exécuté le mois suivant par des habitants de Cannes et Mougins, sauf la tour qui a résisté. Le village autour du château est détruit.
Henri Thomas est marquis de La Garde. À sa mort sans descendance, ses biens sont transmis en 1742 à la famille Mark-Tripoli de Panisse-Passis qui devient propriétaire du château de Villeneuve-Loubet. La tour a été réparée en 1877 par Pierre-Henri de Panisse-Passis (1837-1911).
Une statue de la Vierge y a été installée au sommet au XIXe siècle.

## Description
La tour est un donjon pentagonal de 14 m de haut dont la pointe est dirigée vers le côté d'une attaque possible. Il est composé de trois types d'appareil sur sa hauteur. La forme pentagonale du donjon se retrouve dans le donjon du château de Villeneuve-Loubet, construit en 1231-1234.